# Rafik Simonian
Rafik Simonian –en ruso, Рафик Симонян– (28 de marzo de 1975) es un deportista ruso de origen armenio que compitió en lucha grecorromana. Ganó una medalla de plata en el Campeonato Mundial de Lucha de 1997 y una medalla de plata en el Campeonato Europeo de Lucha de 1998.

## Palmarés internacional
| Campeonato Mundial | Campeonato Mundial  | Campeonato Mundial | Campeonato Mundial |
| Año                | Lugar               | Medalla            | Categoría          |
| ------------------ | ------------------- | ------------------ | ------------------ |
| 1997               | Breslau (Polonia)   | Medalla de plata   | 58 kg              |
| Campeonato Europeo |                     |                    |                    |
| Año                | Lugar               | Medalla            | Categoría          |
| 1998               | Minsk (Bielorrusia) | Medalla de plata   | 58 kg              |